# Virginia Slims of Indianapolis
Il Virginia Slims of Indianapolis  è stato un torneo femminile di tennis giocato dal 1972 al 1992. Si è disputato a Indianapolis negli USA su campi in sintetico indoor dal 1972 al 1985 e su campi in cemento indoor dal 1986 al 1992.

## Albo d'oro

### Singolare
| Anno           | Campionessa       | Finalista       | Punteggio     |
| -------------- | ----------------- | --------------- | ------------- |
| 1972           | Billie Jean King  | Nancy Gunter    | 6–3, 6–3      |
| 1973           | Billie Jean King  | Rosemary Casals | 5–7, 6–2, 6–4 |
| 1974 - 1982    | Non disputato     | Non disputato   | Non disputato |
| 1983           | Anne Hobbs        | Ginny Purdy     | 6–4, 6–7, 6–4 |
| 1984           | JoAnne Russell    | Pascale Paradis | 7–6, 6–2      |
| 1985 (Marzo)   | Kathy Horvath     | Elise Burgin    | 6–2, 6–4      |
| 1985 (Ottobre) | Bonnie Gadusek    | Pam Casale      | 6–0, 6–3      |
| 1986           | Zina Garrison     | Melissa Gurney  | 6–3, 6–3      |
| 1987           | Halle Carroll     | Anne Smith      | 4–6, 6–4, 7–6 |
| 1988           | Katerina Maleeva  | Zina Garrison   | 6–3, 2–6, 6–2 |
| 1989           | Katerina Maleeva  | Raffaella Reggi | 6–4, 6–4      |
| 1990           | Conchita Martínez | Leila Meskhi    | 6–4, 6–2      |
| 1991           | Katerina Maleeva  | Audra Keller    | 7–6, 6–2      |
| 1992           | Helena Suková     | Linda Wild      | 6–4, 6–3      |

### Doppio
| Anno           | Campionesse                        | Finaliste                               | Punteggio     |
| -------------- | ---------------------------------- | --------------------------------------- | ------------- |
| 1972           | Rosemary Casals / Karen Krantzcke  | Judy Tegart / Françoise Dürr            | 6–3, 6–2      |
| 1973           | Rosemary Casals / Billie Jean King | Margaret Court / Lesley Hunt            | 7–5, 6–4      |
| 1974 - 1982    | Non disputato                      | Non disputato                           | Non disputato |
| 1983           | Lea Antonoplis / Barbara Jordan    | Yvonne Vermaak / Candy Reynolds         | 5–7, 6–4, 7–5 |
| 1984           | Cláudia Monteiro / Yvonne Vermaak  | Beverly Mould / Elizabeth Sayers Smylie | 6–7, 6–4, 7–5 |
| 1985 (Marzo)   | Elise Burgin / Kathy Horvath       | Jennifer Mundel / Molly Van Nostrand    | 6–4, 6–1      |
| 1985 (Ottobre) | Bonnie Gadusek / Mary Lou Daniels  | Penny Barg / Sandy Collins              | 6–1, 6–0      |
| 1986           | Zina Garrison / Lori McNeil        | Candy Reynolds / Anne Smith             | 4–5 ritiro    |
| 1987           | Jenny Byrne / Michelle Jaggard     | Beverly Bowes / Hu Na                   | 6–2, 6–3      |
| 1988           | Larisa Neiland / Nataša Zvereva    | Katrina Adams / Zina Garrison           | 6–2, 6–1      |
| 1989           | Katrina Adams / Lori McNeil        | Claudia Porwik / Larisa Neiland         | 6–4, 6–4      |
| 1990           | Patty Fendick / Meredith McGrath   | Katrina Adams / Jill Hetherington       | 6–1, 6–1      |
| 1991           | Patty Fendick / Gigi Fernández     | Katrina Adams / Mercedes Paz            | 6–4, 6–2      |
| 1992           | Katrina Adams / Elna Reinach       | Sandy Collins / Mary Lou Daniels        | 5–7, 6–2, 6–4 |